# Oberrieden, Unterallgäu
Oberrieden là một đô thị ở huyện Unterallgäu bang Bayern, Đức.